# Igreja de Abelia
A Igreja da Trindade de Abelia (em georgiano:  აბელიის სამების ეკლესია) é uma igreja ortodoxa georgiana do século XIII, localizada no município de Tetritscaro, na região centro-sul da Baixa Ibéria, na Geórgia. É uma igreja simples de nave única, está localizada nos arredores da atual cidade de Abeliani, anteriormente conhecida como Abelia. Uma referência à diarquia na Geórgia sob o domínio mongol em uma inscrição na parede sul da igreja torna possível datar sua construção no período de 1250-1259. É um monumento cultural da Geórgia.

## Arquitetura

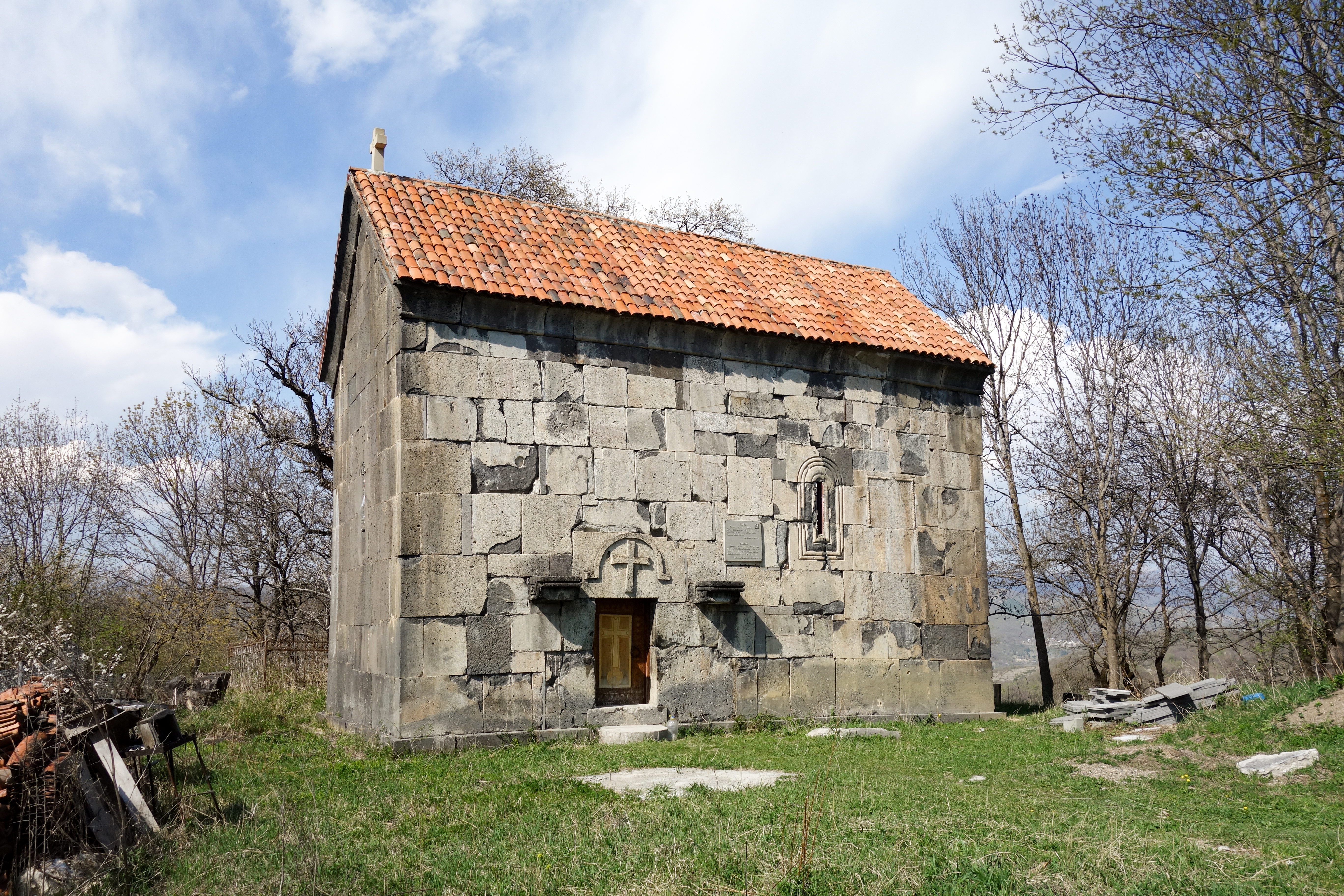
Fachadas sul e oeste

Abelia é uma pequena igreja de nave única que reteve em grande parte sua forma arquitetônica original. Foi construída com blocos cinzentos regulares grandes e porosos, cobertos com pedra esculpida, com a exceção da abóbada feita de entulho. Uma sala alongada é dividida em duas câmaras por um arco de suporte médio e termina em uma abside semicircular no leste. A única entrada é no sul e cada parede, com exceção do norte, é perfurada com uma única janela. O interior era decorado com afrescos; que ao longo do tempo, eles praticamente desapareceram. As paredes externas são extremamente pobres em decoração. A igreja foi renovada através de um programa financiado pelo governo em 2006.
A fachada sul é adornada com uma longa inscrição na escrita medieval georgiana Asomtavruli, disposta em 23 linhas horizontais. É feito em nome de Arsênio Mshuidaisdze, arcebispo de Manglisi, e menciona os reis da Geórgia, Davi Ulu e Davi Narim, a esposa do primeiro, Tamar Catum e seu filho Jorge. Tamar era o nome cristão e real de Jigda Catum, uma princesa de origem seljúcida ou mongol. O texto continua a lamentar as dificuldades que os construtores da igreja tiveram que suportar na época em que "os tártaros haviam conquistado este reino e todo o país", uma referência à dominação mongol da Geórgia.